# Utsunomiya, Tochigi
Utsunomiya (宇都宮市 (Vũ Đô Cung thị) Utsunomiya-shi,  [ɯᵝt͡sɯ̃ᵝno̞mija̠] ⓘ) là thành phố và thủ phủ thuộc tỉnh Tochigi, Nhật Bản. Tính đến ngày 1 tháng 10 năm 2020, dân số ước tính thành phố là 518.757 người và mật độ dân số là 1.200 người/km2. Tổng diện tích thành phố là 416,9 km2.

## Địa lý

### Đô thị lân cận
- Tochigi
  - Nikkō
  - Kanuma
  - Shimotsuke
  - Mooka
  - Sakura
  - Mibu
  - Kaminokawa
  - Takanezawa
  - Shioya

### Khí hậu
| Dữ liệu khí hậu của Utsunomiya, Tochigi  | Dữ liệu khí hậu của Utsunomiya, Tochigi | Dữ liệu khí hậu của Utsunomiya, Tochigi | Dữ liệu khí hậu của Utsunomiya, Tochigi | Dữ liệu khí hậu của Utsunomiya, Tochigi | Dữ liệu khí hậu của Utsunomiya, Tochigi | Dữ liệu khí hậu của Utsunomiya, Tochigi | Dữ liệu khí hậu của Utsunomiya, Tochigi | Dữ liệu khí hậu của Utsunomiya, Tochigi | Dữ liệu khí hậu của Utsunomiya, Tochigi | Dữ liệu khí hậu của Utsunomiya, Tochigi | Dữ liệu khí hậu của Utsunomiya, Tochigi | Dữ liệu khí hậu của Utsunomiya, Tochigi | Dữ liệu khí hậu của Utsunomiya, Tochigi |
| Tháng                                    | 1                                       | 2                                       | 3                                       | 4                                       | 5                                       | 6                                       | 7                                       | 8                                       | 9                                       | 10                                      | 11                                      | 12                                      | Năm                                     |
| ---------------------------------------- | --------------------------------------- | --------------------------------------- | --------------------------------------- | --------------------------------------- | --------------------------------------- | --------------------------------------- | --------------------------------------- | --------------------------------------- | --------------------------------------- | --------------------------------------- | --------------------------------------- | --------------------------------------- | --------------------------------------- |
| Cao kỉ lục °C (°F)                       | 21.0 (69.8)                             | 24.6 (76.3)                             | 27.2 (81.0)                             | 30.4 (86.7)                             | 34.4 (93.9)                             | 37.5 (99.5)                             | 38.7 (101.7)                            | 37.5 (99.5)                             | 36.5 (97.7)                             | 33.5 (92.3)                             | 25.1 (77.2)                             | 24.7 (76.5)                             | 38.7 (101.7)                            |
| Trung bình ngày tối đa °C (°F)           | 8.6 (47.5)                              | 9.7 (49.5)                              | 13.4 (56.1)                             | 18.8 (65.8)                             | 23.3 (73.9)                             | 25.9 (78.6)                             | 29.5 (85.1)                             | 30.9 (87.6)                             | 27.0 (80.6)                             | 21.4 (70.5)                             | 15.9 (60.6)                             | 10.8 (51.4)                             | 19.6 (67.3)                             |
| Trung bình ngày °C (°F)                  | 2.8 (37.0)                              | 3.8 (38.8)                              | 7.4 (45.3)                              | 12.8 (55.0)                             | 17.8 (64.0)                             | 21.2 (70.2)                             | 24.8 (76.6)                             | 26.0 (78.8)                             | 22.4 (72.3)                             | 16.7 (62.1)                             | 10.6 (51.1)                             | 5.1 (41.2)                              | 14.3 (57.7)                             |
| Tối thiểu trung bình ngày °C (°F)        | −2.2 (28.0)                             | −1.3 (29.7)                             | 2.1 (35.8)                              | 7.4 (45.3)                              | 13.0 (55.4)                             | 17.4 (63.3)                             | 21.4 (70.5)                             | 22.5 (72.5)                             | 18.8 (65.8)                             | 12.6 (54.7)                             | 5.7 (42.3)                              | 0.2 (32.4)                              | 9.8 (49.6)                              |
| Thấp kỉ lục °C (°F)                      | −14.8 (5.4)                             | −13.3 (8.1)                             | −12.4 (9.7)                             | −6.4 (20.5)                             | −0.8 (30.6)                             | 4.7 (40.5)                              | 10.3 (50.5)                             | 11.4 (52.5)                             | 5.5 (41.9)                              | −2.7 (27.1)                             | −6.7 (19.9)                             | −10.9 (12.4)                            | −14.8 (5.4)                             |
| Lượng Giáng thủy trung bình mm (inches)  | 37.5 (1.48)                             | 38.5 (1.52)                             | 87.7 (3.45)                             | 121.5 (4.78)                            | 149.2 (5.87)                            | 175.2 (6.90)                            | 215.4 (8.48)                            | 198.5 (7.81)                            | 217.2 (8.55)                            | 174.4 (6.87)                            | 71.1 (2.80)                             | 38.5 (1.52)                             | 1.524,7 (60.03)                         |
| Lượng tuyết rơi trung bình cm (inches)   | 7 (2.8)                                 | 8 (3.1)                                 | 2 (0.8)                                 | 0 (0)                                   | 0 (0)                                   | 0 (0)                                   | 0 (0)                                   | 0 (0)                                   | 0 (0)                                   | 0 (0)                                   | 0 (0)                                   | 1 (0.4)                                 | 18 (7.1)                                |
| Số ngày giáng thủy trung bình (≥ 0.5 mm) | 4.3                                     | 5.5                                     | 9.6                                     | 11.2                                    | 12.4                                    | 14.9                                    | 16.0                                    | 13.8                                    | 13.6                                    | 11.4                                    | 7.1                                     | 4.7                                     | 124.4                                   |
| Độ ẩm tương đối trung bình (%)           | 61                                      | 59                                      | 60                                      | 64                                      | 69                                      | 76                                      | 79                                      | 78                                      | 77                                      | 74                                      | 71                                      | 66                                      | 70                                      |
| Số giờ nắng trung bình tháng             | 211.7                                   | 193.3                                   | 194.2                                   | 184.9                                   | 175.4                                   | 118.5                                   | 118.9                                   | 140.9                                   | 119.8                                   | 140.3                                   | 165.9                                   | 197.4                                   | 1.961,1                                 |
| Nguồn: Cục Khí tượng Nhật Bản            |                                         |                                         |                                         |                                         |                                         |                                         |                                         |                                         |                                         |                                         |                                         |                                         |                                         |

## Giao thông

### Đường sắt
JR East – Tohoku Shinkansen
- Utsunomiya

 JR East – Tuyến Tohoku chính (Tuyến Utsunomiya/Tuyến Shōnan-Shinjuku/Tuyến Ueno-Tokyo)
- Suzumenomiya -  Utsunomiya - Okamoto

 JR East – Tuyến Nikkō
- Tsuruta -  Utsunomiya

 JR East – Tuyến Karasuyama
- Utsunomiya - Karasuyama

 Tobu Railway - Tuyến Tobu Utsunomiya
- Nishi-Kawada -  Esojima - Minami-Utsunomiya - Tōbu Utsunomiya